# Simone Salvati
Simone Salvati (* 5. November 1973 in Bologna) ist ein ehemaliger italienischer Snowboarder.

## Werdegang
Salvati nahm im Januar 1998 in Lienz erstmals am Snowboard-Weltcup der FIS teil, wobei er den 25. Platz im Riesenslalom errang. Im Januar 2001 holte er im Parallel-Riesenslalom in Szczyrk seinen einzigen Sieg im Europacup. In der Saison 2001/02 kam er im Weltcup viermal unter die ersten Zehn. Dabei erreichte er mit Platz zwei im Parallel-Riesenslalom in Sapporo seine einzige Podestplatzierung im Weltcup und zum Saisonende mit dem 16. Platz im Parallel-Riesenslalom-Weltcup sein bestes Gesamtergebnis. Beim Saisonhöhepunkt, den Olympischen Winterspielen 2002 in Salt Lake City, nahm er am Parallel-Riesenslalom teil, wobei er aber disqualifiziert wurde. In der folgenden Saison errang er mit drei Top-Zehn-Platzierungen den 19. Platz im Parallel-Weltcup und wurde bei den Snowboard-Weltmeisterschaften 2003 am Kreischberg Achter im Parallel-Riesenslalom. In der Saison 2005/06 belegte er bei den Olympischen Winterspielen 2006 in Turin den 24. Platz im Parallel-Riesenslalom und absolvierte in Nendaz seinen 67. und damit letzten Weltcup bei der FIS, welchen er auf dem 20. Platz im Parallelslalom beendete.

## Teilnahmen an Weltmeisterschaften und Olympischen Winterspielen

### Olympische Winterspiele
- 2002 Salt Lake City: disqualifiziert Parallel-Riesenslalom
- 2006 Turin: 24. Platz Parallel-Riesenslalom

### Snowboard-Weltmeisterschaften
- 2003 Kreischberg: 8. Platz Parallel-Riesenslalom

## Weltcup-Gesamtplatzierungen
| Saison  | Gesamt | Gesamt | Parallel | Parallel | Parallel-Riesenslalom | Parallel-Riesenslalom | Parallelslalom | Parallelslalom |
| Saison  | Punkte | Platz  | Punkte   | Platz    | Punkte                | Platz                 | Punkte         | Platz          |
| ------- | ------ | ------ | -------- | -------- | --------------------- | --------------------- | -------------- | -------------- |
| 1997/98 | 6      | 127.   | -        | -        | -                     | -                     | -              | -              |
| 2001/02 | -      | -      | -        | -        | 2503                  | 16.                   | 370            | 52.            |
| 2002/03 | -      | -      | 2178     | 19.      | -                     | -                     | 49             | 66.            |
| 2003/04 | -      | -      | 917      | 34.      | -                     | -                     | -              | -              |
| 2004/05 | -      | -      | 862      | 31.      | -                     | -                     | -              | -              |
| 2005/06 | 420    | 155.   | 420      | 42.      | -                     | -                     | -              | -              |